# Женесс (Юнглінстер)
«Женесс» (Юнглінстер) (люксемб. Jeunesse Junglinster) — люксембурзький футбольний клуб із комуни Юнглінстер, заснований 1935 року.

## Історія
Футбольний клуб заснований в 1935 році.
Чоловіча команда
Жодного разу не брала участь у вищому дивізіоні, двічі між тим грала у плей-оф за право на підвищення і в обох випадаках поступилась, вдруге в сезоні 2021–22 поступились по пенальті клубу «Вільц».
Жіноча команда
Жіноча команда більш успішна ніж чоловіча. Чотириразовий чемпіон Люксембургу: 2010, 2012, 2013 та 2015 років. Триразові володари Кубка Люксембургу: 2010, 2011, 2015. У сезоні 2015–16 років команда виступала в Лізі чемпіонів.